# Crepis schachtii
Crepis schachtii là một loài thực vật có hoa trong họ Cúc. Loài này được Babc. & Babc. mô tả khoa học đầu tiên năm 1934.